# ركوب الدراجات النارية

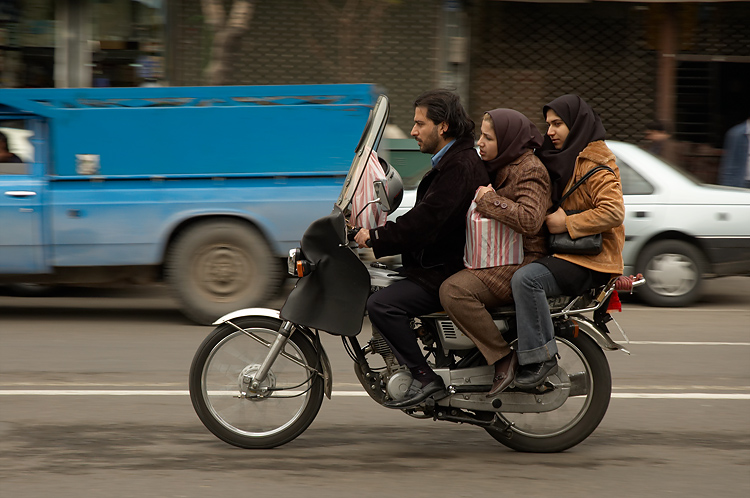
ثلاثة ركاب على دراجة نارية في طهران.

ركوب الدراجات النارية هو استخدام الدراجة النارية في قضاء الاحتياجات. وبالنسبة لمعظم الناس على كوكب الأرض، يُعد ركوب الدراجات النارية الشكل الوحيد ميسور التكلفة للنقل الآلي الفردي، والدراجات النارية صغيرة الإزاحة «السعة» تُعد الأكثر شيوعًا بين المركبات الآلية في أكثر البلدان اكتظاظًا بالسكان في العالم، بما في ذلك الهند والصين وإندونيسيا.
وفي العالم المتقدم، يتجاوز ركوب الدراجات النارية مجرد كونه وسيلة نقل أو رياضة. كذلك يُعد ركوب الدراجات النارية من الأنشطة الترفيهية وقد تطورت العديد من الثقافات الفرعية وأنماط الحياة حول استخدام الداراجات النارية. وعلى الرغم من أنه يُعد نشاطًا فرديًا في الأساس، فإن ركوب الدراجات النارية قد يكون نشاطًا اجتماعيًا بامتياز وراكبو الدراجات النارية  يميلون إلى التحلي بشعور مجتمعي قوي مع بعضهم البعض وهو ما يتضح في العديد من السلوكيات ذات الطابع الخاص.
ويُستخدم المصطلح «راكب الدراجة النارية» بشكل عام لسائقي الداراجات النارية (الأفراد الذين يركبون الدراجات النارية)، ومع ذلك يميل مصطلح راكب الدراجة النارية إلى أن يحمل دلالة المتحمس لمجموعة فكرية معينة. مصطلحات أخرى تشمل، راكب الدراجة النارية وراكبي الدراجات النارية في المناطق الحضرية الغنية، وراكب الدراجة النارية المدني  مع تمتع كل منها بفارق بسيط خاص.

## الجاذبية

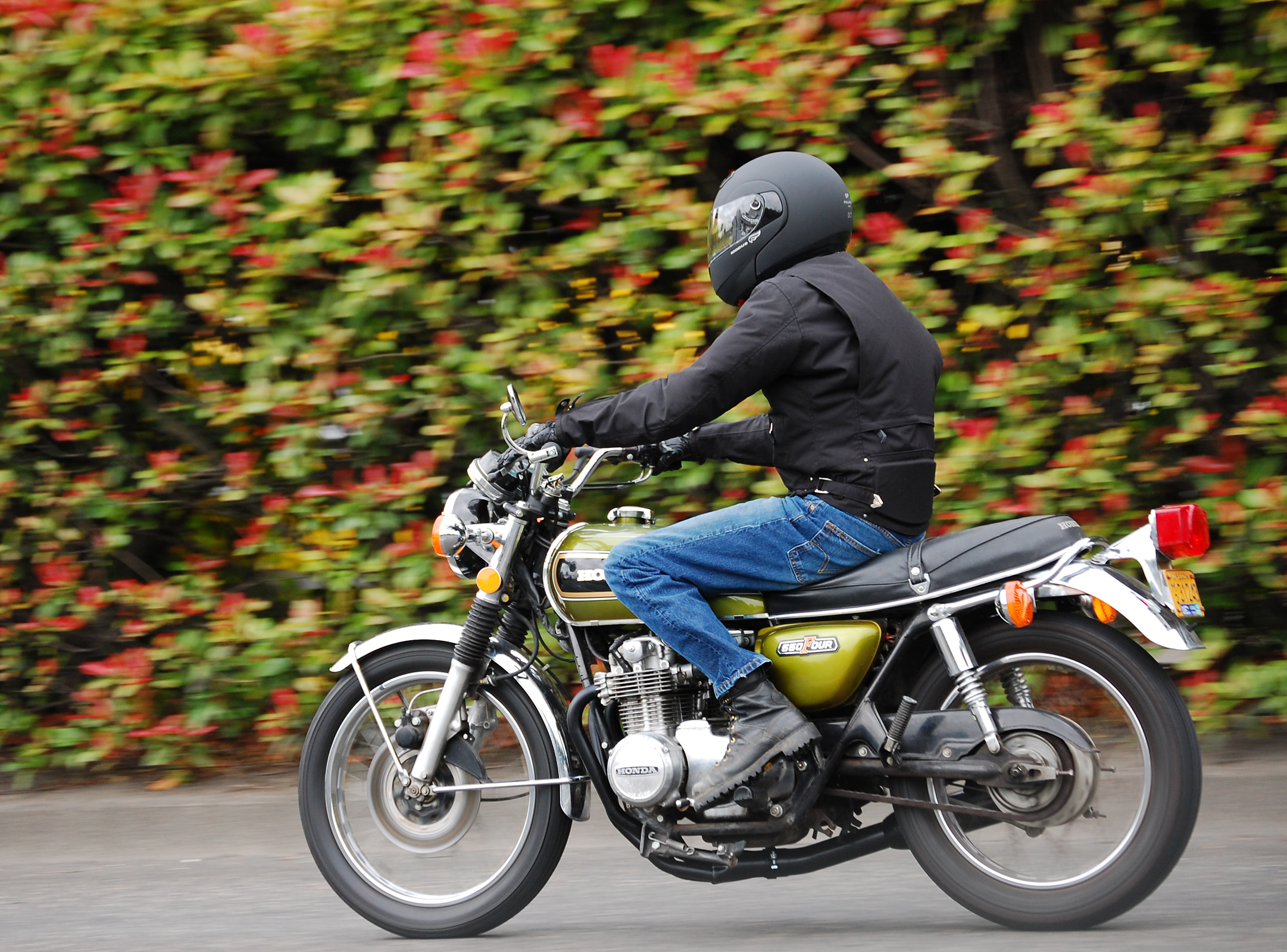
راكب دراجة نارية

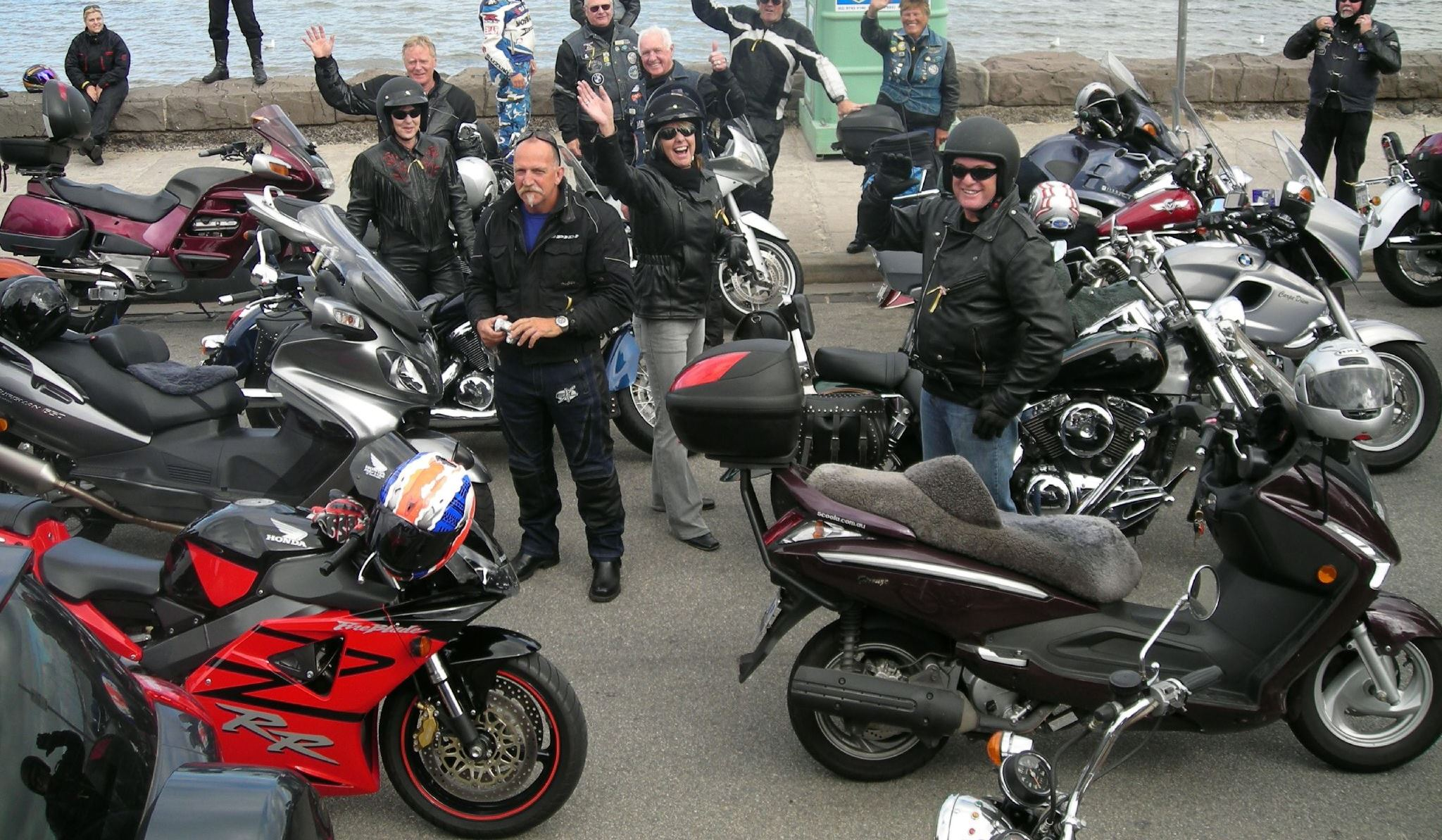
النشاط الاجتماعي لركوب الدراجات النارية

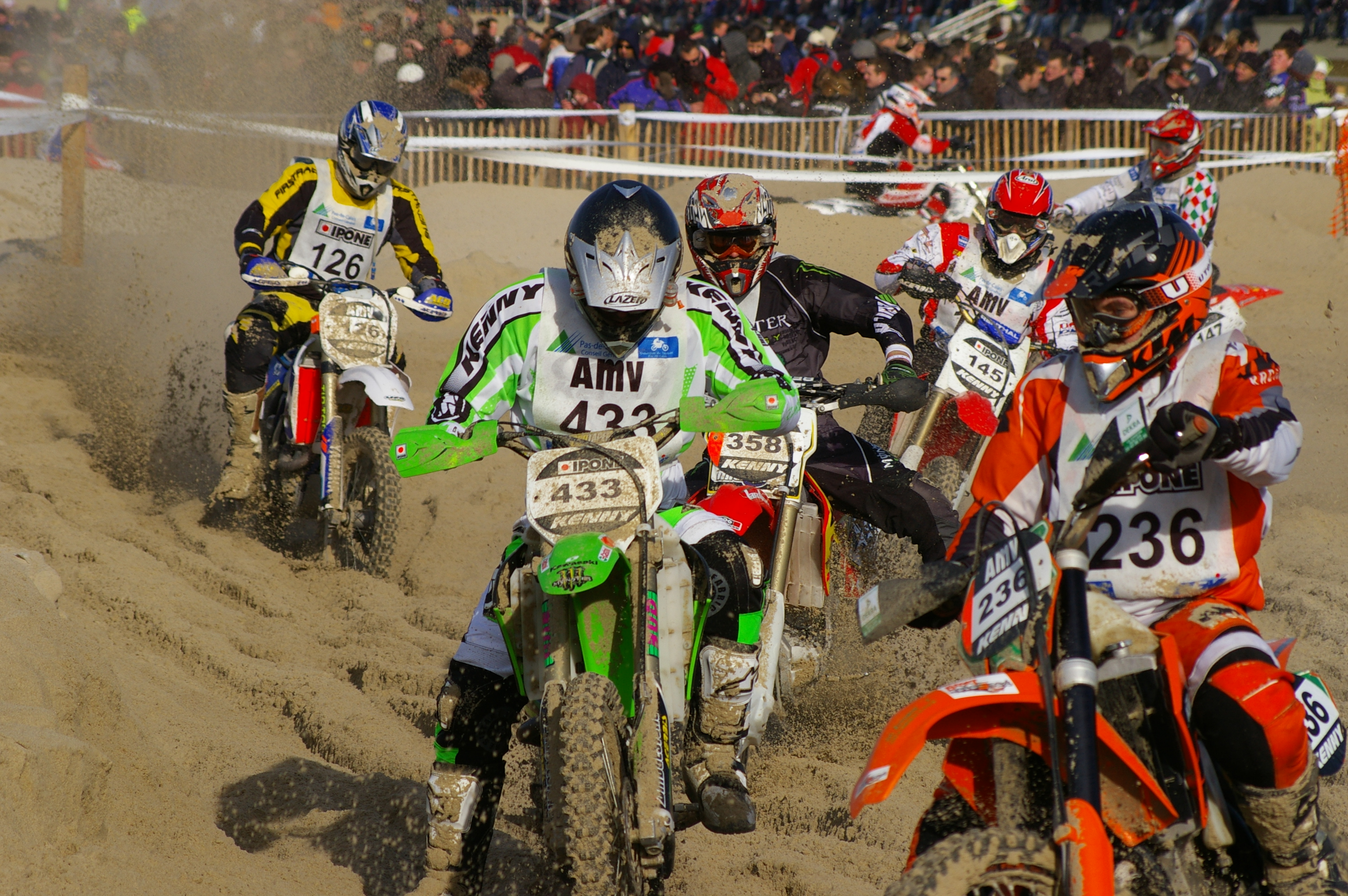
سباقات التحمل لراكبي الداراجات النارية

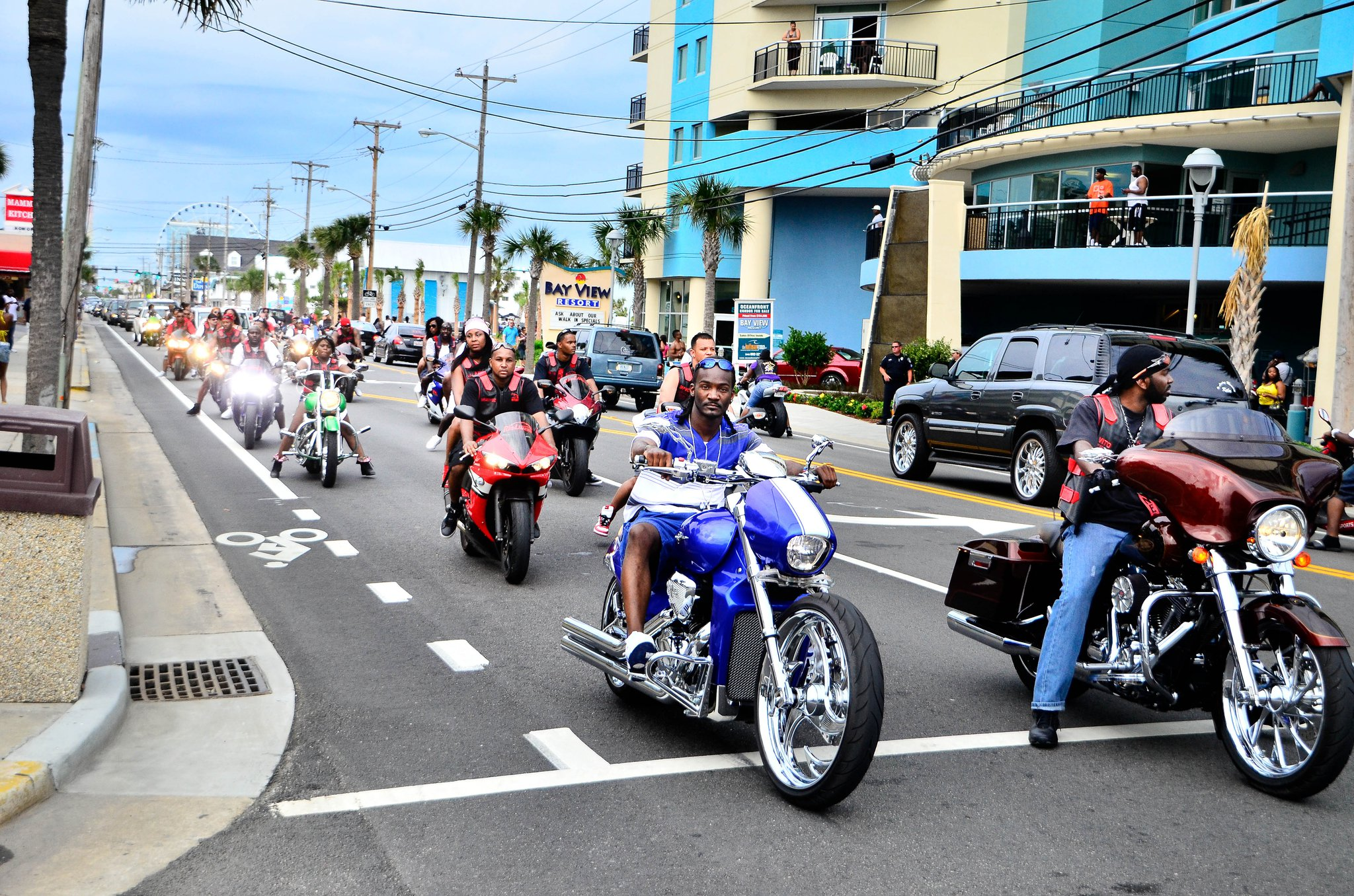
الطرادات

بالنسبة لمعظم راكبي الدراجات النارية، فإن الدراجة النارية تُعد وسيلة المواصلات الأرخص والأكثر راحة والتي تسبب ازدحامًا مروريًا أقل داخل المدن وتنطوي على آثار بيئية أقل من امتلاك السيارات.
وآخرون يركبون الدراجات النارية كوسيلة لتخفيف الضغط و«إراحة عقولهم» على النحو المبين في كتاب روبرت إم بيرزيج (Robert M. Pirsig) Zen and the Art of Motorcycle Maintenance. وقارن بيرزيج بين شعور التواصل الذي يشعر به راكبو الدراجات النارية والشعور بالعزلة الذي يشعر به سائقو السيارات الذين يكونون «دائمًا في مقصورة»، حيث يشاهدون المناظر الطبيعية التي يمرون عليها على نحو سلبي. وصور بيرزيج ركوب الدراجات النارية كأنها «في تواصل تام... في المشهد.» ويُستشعر الارتباط بالدراجة النارية، كما أوضح بيرزيج، من خلال الحاجة المتكررة إلى صيانة تشغيلها الميكانيكي. ورأى بيرزيج أن التواصل يزداد عمقًا عند مواجهة مشكلة ميكانيكية صعبة تتطلب الابتعاد عنها حتى يصبح الحل واضحًا. وعلى نحو مماثل، يعيش راكبو الدراجات النارية حالة من المتعة عندما يشعرون بأنهم مرتبطون بدراجاتهم النارية أكثر من ارتباطهم بوجودهم في السيارات، وكونهم جزءًا منها وليس جزءًا فيها.
والسرعة تجذب الكثير من الأشخاص لركوب الدراجات النارية نظرًا لأن نسب القوة إلى الوزن التي تتمتع بها حتى الدراجات النارية منخفضة القوة تنافس تلك النسب التي تتمتع بها السيارات الرياضية باهظة الثمن. وتتجاوز نسبة القوة إلى الوزن التي تتمتع بها الكثير من الدراجات الرياضية ذات الأسعار المتواضعة أي سيارة هائلة الإنتاج وتنافس تلك النسب التي تتمتع بها السيارات الرياضية عالية الأداء من حيث السعر. يتضمن كتاب هانتر إس تومسون Hell's Angels ‏ قصيدة غنائية لمشاعر المتعة التي تنطوي عليها عملية قيادة الدراجة النارية بأعلى سرعاتها «مع فتح دواسة وقود المحرك لا يكون هناك سوى الحد المكشوف، وليس هناك مجال على الإطلاق لارتكاب الأخطاء... وهذا يحدث عند تشغيل الموسيقى الغريبة... ويصبح الخوف بهجة [و] وليس هناك سوى أصوات الرياح وهدير يطفو من كاتم الصوت» وكتب تي إي لورنس (T. E. Lawrence) عن «الرغبة الشديدة للتحرك السريع» و«متعة السير بسرعة على الطريق». ثمّ إحساس قارنه بالشعور بأن «الأرض تصوغ نفسها تحتي... وتنتعش... وترتفع وتتمايل على كل جانب كأمواج البحر.»
ولا يكمن الشعور بالإثارة فقط في السرعة الزائدة بل أيضًا في الدوران مع الميل، وبالتالي كلما كانت السرعة أكبر، زادت درجة الميل، وأحيانًا لدرجة تتسب في تهشم أجزاء من الدراجة النارية على الطريق. وبعض الدراجين يشير بفخر إلى الأجزاء المتهالكة للدراجة النارية الخاصة بهم، حيث يعتبرونها دليلاً على أنها قاموا بعملية الدوران بسرعة فائقة استوجبت أن يقوموا بإمالة الدراجة النارية إلى أقصى حدود قدراتها.
ونظرًا لأن قيود التنقل تُعد من العناصر الشائعة في الظروف القهرية، فإن ركوب الدراجات النارية يُعتبر من أدوات التنقل المهمة  ورمزًا للاستقلالية والمغامرة والاعتماد على الذات.

## المخاطر
يُعد ركوب الدراجات النارية أكثر وسائل المواصلات خطورة: والمخاطر المتعلقة بتعرض راكب الدراجة النارية للقتل أو الإصابة الخطيرة لكل كيلو متر كانت تبلغ حوالي 54 ضعف المخاطر التي يتعرض لها ركاب السيارات في بريطانيا العظمى في عام 2006. ومع ذلك، يُعتبر ركوب الدراجات النارية أقل خطورة من العديد من الأنشطة الترفيهية الشعبية الأخرى التي تتم في الهواء الطلق، بما في ذلك ركوب الخيل.
ولمواجهة مشاكل سلامة ركوب الدراجات النارية، فإن التدريب الخاص بركوب الدراجات النارية ومعدات الحماية الشخصية تُعتبر من الأمور الهامة لبقاء راكبي الدراجات النارية على قيد الحياة على الطرق وتُعتبر إلزامية في العديد من الدول والكثير من الولايات الأمريكية المقاطعات.

## الثقافات الفرعية
أنماط ركوب الدراجات النارية تشمل العديد من المجموعات المختلفة وتتجاوز الحدود والثقافات الوطنية. وتتضمن الذاهبون للعمل ونوادي ركوب الدراجاتالرئيسية مثل نوادي الركوب لمسافات طويلة وجولات المغامرين والركوب عبر الممرات وتلك المجموعات المشاركة في رياضات ركوب الدراجات النارية مثل سباقات الدراجات النارية على التلال شديدة الانحدار وسباقات السحب وسباقات الدوائر ومحبي سباقات البراعة أوالإثارة؛ وأولئك المشاركين في تخصيص مركباتهم على هيئة أنماط مختلفة. وتُعتبر عمليات الركوب المنظمة عنصرًا رئيسيًا للعديد من المجموعات.
وفي جميع أنحاء العالم، ارتبطت الدراجات النارية تاريخيًا بالثقافات الفرعية البارزة للغاية. وبعض تلك الثقافات الفرعية كانت تتمثل في مجموعات اجتماعية مترابطة فيما بينها ارتباطًا كبيرًا، مثل راكبي السكوتر وراكبي الدراجات من نوع cafe racer التي كانت موجودة في الخمسينيات والستينيات في بريطانيا العظمى، وغالبًا ما كان يُنظر إلى هذه المجموعات على أنها كانت تعيش في المناطق الهامشية للمجتمع. وقد تم تأليف العديد من الكتب عن الثقافات الفرعية للدراجات النارية من بينها Hells Angels لمؤلفه هانتر إس تومسون (Hunter S. Thompson) وكتاب ''Bike Fever'' لمؤلفه لي جوتكايند (Lee Gutkind) وكتاب The Rebels لمؤلفه دانيال آر وولف (Daniel R. Wolf).
إن المؤسسات الاجتماعية لراكبي الدراجات النارية شائعة وأحيانًا يتم تنظيمها جغرافيًا، وينصب تركيزها على الأنواع الفردية أو حتى نماذج محددة. ومن الأمثلة على نوادي الدراجات النارية: الجمعية الأمريكية لراكبي الدراجات النارية، ومجموعة ملاك هارلي ومجموعة ملاك الدراجات النارية التابعة لـ BMW. وتقيم بعض المؤسسات سباقات للدراجات النارية في أجزاء مختلفة من العالم يحضرها عدة آلاف من راكبي الدراجات النارية.
وفي حين أن العديد من المؤسسات الاجتماعية الخاصة بركوب الدراجات النارية تقوم بجمع الأموال لصالح الجمعيات الخيرية من خلال إقامة فعاليات وسباقات، فإن مؤسسات ركوب الدراجات النارية الأخرى، مثل مؤسسة Bikers Against Child Abuse  تواجد فقط لتحقيق المصالح المباشرة للآخرين.
وفي العقود الأخيرة، كون راكبو الدراجات النارية مؤسسات ضغط سياسي من أجل التأثير على المشرعين لإدخال تشريعات مواتية لركوب الدراجات النارية. وأحد أقدم هذه المؤسسات، مجموعة العمل البريطانية المعنية بركوب الدرجات النارية، قد تأسست في 1973 بشكل خاص استجابة للتشريع الخاص بإلزام ارتداء الخوذة، الذي تم إدخاله دون التشاور الشعبي. علاوة على ذلك، تحول الاتحاد البريطاني لراكبي الدراجات النارية (BMF)، الذي تأسس في عام 1960 كرد فعل للتصور العام تجاه راكبي الدراجات النارية باعتبارهم مجموعة همجية ذات السترات الجلدية، إلى مجموعة ضغط سياسي. وعلى نحو مماثل، توجد لدى الولايات المتحدة ABATE، التي، مثل نظيراتها من المؤسسات الأخرى، تعمل أيضًا لتحسين سلامة ركوب الدراجات النارية، وكذلك تنظيم الفعاليات والسباقات التي تهدف لجمع الأموال للجمعيات الخيرية، والتي غالبًا ما تكون مصالح سياسية ذات صلة بركوب الدراجات.
وعلى الجانب الآخر من المؤسسات الخيرية والناشطين الحقوقيين المعنيين بركوب الدراجات النارية توجد «عصابات ركوب الدراجات الخارجة عن القانون». وتُعرف هذه العصابات من قِبل المحكمة المحلية لمقاطعة مانيتوبا بأنها: «أي مجموعة من هواة ركوب الدراجات النارية الذين قدموا طوعًا التزامًا بالتوحد معًا والامتثال بشكل صارم للقواعد الصارمة لمؤسستهم التي يتم تطبيقها عن طريق العنف، والذين يشاركون في أنشطة تجعلهم وتجعل ناديهم في تعارض صارخ مع المجتمع والقانون». وحدد مكتب التحقيقات الفيدرالي (FBI) وجهاز المخابرات الجنائية الكندي أربعة نوادٍ لركوب الدراجات النارية على أنها عصابات ركوب الدراجات النارية الخارجة عن القانون (OMGs)، وهي Pagans وملائكة الجحيم وOutlaws MC وBandidos، والمعروفة باسم «الأربعة الكبار».
ومارست صناعة تصنيع الدراجات النارية والعديد من الحكومات، لعدة عقود، الضغط دوليًا لتنقية سمعة وأنشطة راكبي الدراجات النارية.

## الصيانة

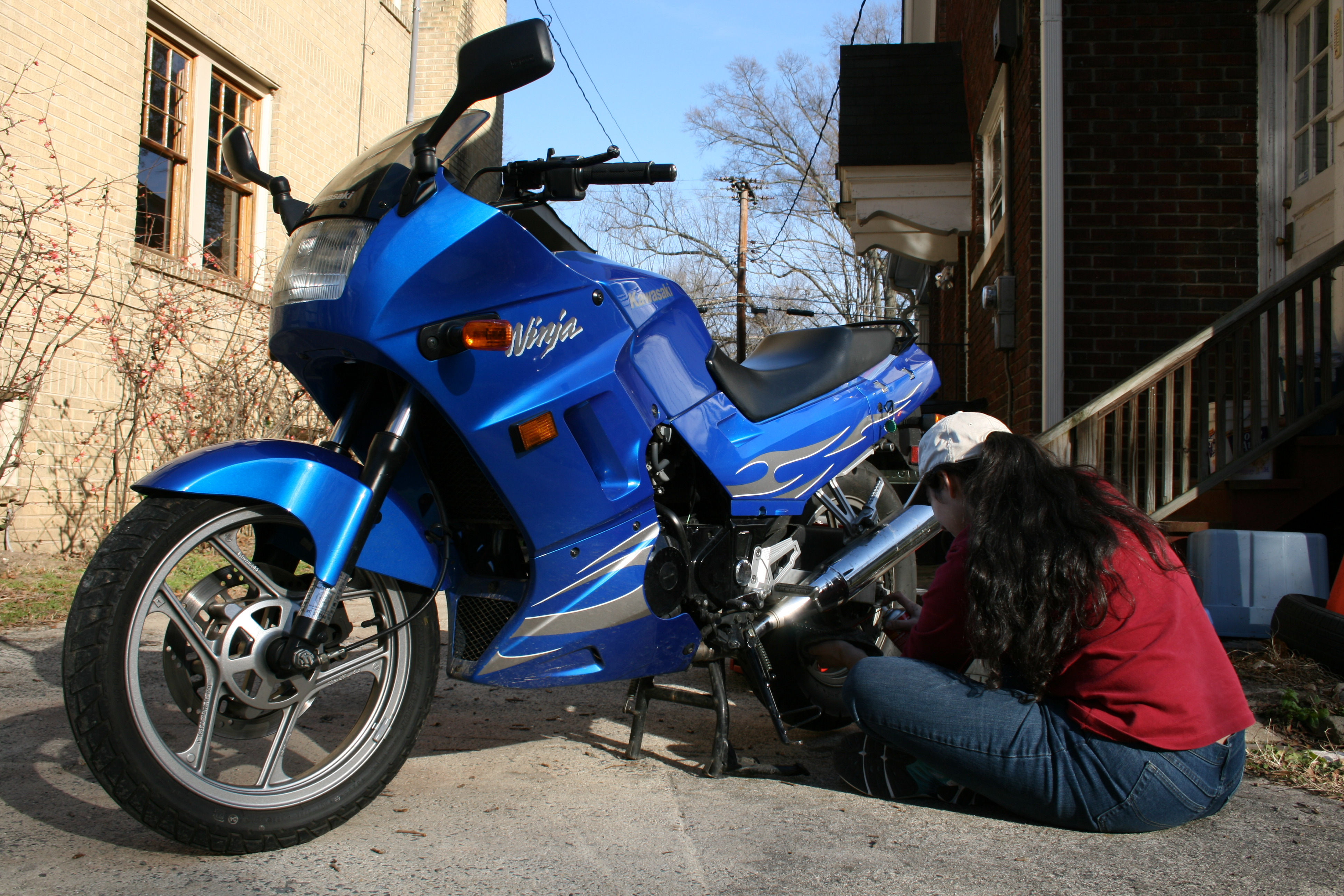
صيانة الدراجة النارية كاوازاكي نينجا 250

يشير راكبو الدراجات النارية إلى صيانة أو إصلاح المركبة الفضائية باسم wrenching في الولايات المتحدة الأمريكية وباسم "spannering" في المملكة المتحدة. ويُقال أن الاكتفاء الذاتي وشعار افعلها بنفسك يُعد جزءًا من جاذبية الدراجات النارية في ظل «عالم متجانس وغير قابل للإصلاح بشكل متزايد» ويُعتبر كون الشخص قادرًا على صيانة الدراجة النارية الخاصة به جزءًا من كفاءة كونه محترفًا في ركوب الدراجات النارية.
وتاريخيًا، كانت صيانة الدراجات النارية مهارة ضرورية للدراجين، نظرًا لأن المواد والتقنية المستخدمة في الدراجات النارية كانت تعني غالبًا أنه يجب إجراء عمليات الإصلاح على جانب الطريق بعيدًا عن المنزل بأميال. ويمكن الاعتماد على الدراجات النارية الحديثة بنفس درجة الاعتماد على السيارات غير أن الكثير من الدراجين يشعرون بأن دراجتهم النارية أكثر من مجرد كونها وسيلة مواصلات وهو ما يؤدي إلى رغبتهم في إجراء صيانة الدراجة النارية بنفسهم.

## ركوب الدراجات النارية والمسائل الجنسية
سرعان ما تحول ركوب الدراجات النارية من كونه استخدام جهاز ميكانيكي بحت إلى «وسيلة لإيصال الإيديولوجيات والأحلام والتصورات» التي تكون بشكل عام ذكورية. في وسائل الإعلام، جاءت الدراجات النارية لترمز إلى الفردية والمغامرة والمروءة وكذلك «الانتهاك الجنسي»  وجنبًا إلى جنب مع الملابس الجلدية الوقائية كانت الدراجات النارية رمزًا جنسيًا  فيما بين اشتهاء المغايرة من الذكور والإناث وكان مخصصًا  من قِبل الذكور المثليين  والسحاقيات. وبالنسبة لمعجبيهم، فإنها تبرز صورة التلميح للقوة الجنسية  في السلوك الجنسي المنحرف وجرى اتهامها بأنها بديلاً للقضيب، وتوصف في كثير من الأحيان بأنها «الصاروخ المنشعب». وفي السينما، كانت الدراجة النارية بمثابة المصدر الميكانيكي لإثارة الشهوة الجنسية، وأداة تشجع على الأنشطة التخريبية، والتحرر الجنسي غير المقيد أو الاختلاط، في أفلام مثل The Wild One لمارلون براندو (Brando) أو Girl on a Motorcycle لماريان فيثفول (Marianne Faithful). وقد جرى ربط ركوب الدراجات النارية بالجنس الفيتيشي، والسحاق، والسادية المازوشية وساعدت، جنبًا إلى جنب مع استخدام الجلود، في جعل النساء في حالة إثارة جنسية.
وغالبًا ما تُستخدم صورة الارتباط هذه من قِبل الشركات المصنعة للدراجات النارية والمعلنين ووسائل الإعلام العامة لتحقيق مكاسب مالية والتأسيس للدخول في مجالات الرياضة وأسلوب الحياة. وعادة ما تقوم مجلات الدرجات النارية بتصوير «فتيات الدراجات النارية» وهن عاريات أو وهن يرتدين ملابس غير كافية  في أوضاع مثيرة للشهوة الجنسية والتي تحدث في الواقع في بعض سباقات الدراجات النارية وتجمعاتها وذلك بمشاركة المانيكان العاريات ومانيكان البكيني والشريكات الإناث في أوضاع شبه عارية.
وجزء من هذه الجاذبية يتمثل في العلاقة المعقدة بين المخاطر والتمرد مع العنصر الطبقي ولكن حتى الاهتزازات الميكانيكية التي تقوم بها العديد من الدراجات النارية قد جرى تصويرها على أنها نوع من الإثارة الجنسية. وغالبًا ما يتم وصف الدراجات النارية ذاتها بعبارات جنسية و«الجاذبية الجنسية» تُعد جزءًا من الانجذاب لشراء دراجة نارية كبيرة. وعلى الرغم من تصويرها بشكل عام بطريقة جنسية تنطوي على خضوع، فإنه غالبًا ما يُنظر إلى النساء المشاركات في هذه الأعمال على اعتبار أنهن خارجات عن القانون. وبالنسبة للذكور الذين يبلغون سن الرشد، فإن شراء دراجة نارية كبيرة يُعتبر محاولة لتعزيز جاذبيتهم الجنسية خلال الفترة المحنة